# Marcello Squarcialupi
Marcello Squarcialupi (Piombino, 1538 – Cracovia ?, 1592) è stato un medico e protestante rinascimentale italiano.

## Biografia
Transfuga nei Grigioni (fine anni '60), dove appoggiò la dottrina ereticale anabattista e antitrinitaria, si spostò successivamente (1573-1576) in Moravia, ospite dell'italo-ungherese Andrea Dudith-Sbardellati, e si avvicinò alla comunità utraquista e taborita dei Fratelli Boemi. 
Dopo un breve soggiorno in Valtellina, si trasferì in Polonia, precisamente a Breslavia, e poi in Transilvania dove entrò alla corte del voivoda Stefano Báthory in qualità di medico. Alla nomina di quest'ultimo a re di Polonia (1576), dopo aver ricevuto una somma dallo stesso Báthory per curare la moglie malata, si ritirò nuovamente nei Grigioni, a Poschiavo, dove risiedette fino al 1586. Rientrato in Polonia, a Cracovia, morì nel 1592 o, secondo altre fonti nel 1599.

## Pensiero
Fu in contatto con numerose figure della chiesa riformata italiana del '500, da Fausto Sozzini (o Socini), a cui rivolse una lettera nel 1581 per invitarlo ad evitare eccessi polemici che danneggiavano l'immagine dei transfughi italiani, a Giorgio Biandrata di cui divenne amico durante il soggiorno in Transilvania. Da un punto di vista dottrinario, la posizione dello Squarcialupi non è chiara; solitamente accostato alla dottrina antitrinitaria e anabattista, fu definito da Delio Cantimori "temperamento irrequieto in cerca di fortuna".

## Opere
- Difesa contra la peste (1565), trattato sulla prevenzione dalla peste, dedicato al senatore milanese Camillo Castiglione.